# Expansão islâmica
A expansão árabe muçulmana (632–732), (em árabe فتح, Fatah, literalmente "fechadura") também chamada de conquistas islâmicas ou conquistas árabes, começou logo em vida do profeta Maomé. Ele havia estabelecido uma nova organização política unificada na península Arábica, a qual, sob o subsequente domínio dos califas dos califados Ortodoxo e Omíada, experimentou uma rápida expansão do poder árabe para muito além da península, sob a forma de um vasto Império Árabe muçulmano, com uma área de influência que se estendia do noroeste da Índia, através da Ásia Central, o Oriente Médio, África do Norte, península Itálica meridional e Península Ibérica, até aos Pirenéus. Edward Gibbon escreveu em sua History of the Decline and Fall of the Roman Empire:
| “ | Sob os últimos Omíadas, o Império Árabe estendia-se por uma jornada de duzentos dias do leste para o oeste, dos confins da Tartária e Índia até as praias do oceano Atlântico. E se encurtássemos as mangas da túnica, no dizer de seus escritores, era a longa e estreita província de marcha de uma caravana. Em vão buscaríamos a união indissolúvel e a obediência fácil disseminados no governo de Augusto e dos Antoninos; mas o progresso do Islã difundiu por este amplo espaço uma semelhança generalizada de modos e opiniões. A língua e as leis do Qu'ran eram estudadas com igual devoção em Samarcanda e Sevilha: os mouros e os hindus abraçavam-se como conterrâneos e irmãos em peregrinação à Meca; e a língua árabe era adotada como idioma popular em todas as províncias a oeste do rio Tigre. | ” |

## História
Quando se fala da cultura árabe se aposta em uma unidade linguística e religiosa que não condiz com a realidade, prova disso é a complexidade da expansão árabe muçulmana ocorrido entre os séculos VII e XVII. A expansão árabe não é sinônimo da conversão ao islã. O desenvolvimento desse processo se deu por diferentes vias: comercial, política, bélica e religiosa em que ocorreram entrelaçamentos, resistências, fusões e inovações das confluências culturais. 
A disposição geográfica da Arábia a coloca em meio a rotas comerciais marítimas intercontinentais importantes que ligava a Índia à África na época das monções. Além disso, os embates entre os impérios bizantino e persa durante o século VI, contribuiu para que a tribo coraixita, que eram os guardiões da cidade de Meca, tivessem seu apogeu com o intenso fluxo de caravanas. 
Maomé, o profeta do islamismo, fazia parte dessa tribo e cresceu em meio a um contexto de diversidade cultural e religiosa proporcionada pelas rotas comerciais arábicas, onde não circulavam apenas mercadorias, como também, textos e missionários religiosos. Considerando esse ambiente diverso combinado a um contexto de conflitos políticos entre bizantinos e persas, Maomé cresceu e estabeleceu família.
Segundo a tradição, Maomé recebe a visita do Arcanjo Gabriel que o revelou a palavra de Deus. A revelação e posterior escrita do Alcorão, se deu através da poesia, um estilo narrativo e literário marcante da cultura Árabe. A religião islâmica possui cinco pilares, entre eles, o de não classificar os homens de acordo com sua raça, cor, nacionalidade, cultura, posses econômicas ou situação social.
Meca era um santuário para uma grande diversidade de deuses cultuados pela península arábica, local onde as caravanas de mercadores realizavam suas transações comerciais, abasteciam suas provisões e cultuavam seus deuses em busca de proteção. Maomé começa a pregar uma fé monoteísta, que excluí outras divindades, ele é expulso dessa cidade sagrada, já que, sua presença começa a ameaçar a estrutura de acordos tribais e os negócios.
Maomé migra com seus discípulos para a cidade de Iatribe, que passa a ser conhecida como Medina al Nabi, a cidade do profeta. Lá ele assume a função de arbitro entre as tribos judaicas e árabes, e como uma de suas medidas para evitar conflitos entre as tribos, instaura uma série de normas culturais que permitiram a coexistência pacífica das duas religiões.
Quando Maomé vai a Meca para um ritual de peregrinação lhe é concedido uma trégua de 10 anos, o que possibilita o retorno dos muçulmanos para Meca e o reconhecimento de Maomé como profeta. A vitória dos bizantinos sobre os persas favorece a expansão árabe muçulmana, que sob a liderança de do profeta, anexa territórios ao sul no Iemen, em Oman e Iraque. No primeiro momento, a expansão se deu através de um caráter político e bélico e não religioso.
Com a morte de Maomé, começam a liderança dos califas, sendo o primeiro Abu Bakr que apesar de revoltas e resistências consegue estabelecer a península Arábica como território muçulmano. A expansão avança mais rapidamente sob a liderança do califa Omar, que se aproveita do enfraquecimento político dos impérios bizantino e persa e consegue ampliar o domínio muçulmano para os territórios da Síria, Palestina, Egito.
Após divergências quanto a sucessão entre omíadas e xiitas, o que vai configurar uma das primeiras cisões dentro do Islã. Os omíadas assumem a liderança no processo de expansão, anexando aos domínios muçulmanos para a península Ibérica, norte da África, Índia e fronteiras com a China.
O sucesso do processo de expansão árabe muçulmana se deu devido a alguns fatores como, o enfraquecimento político dos bizantinos e persas, as razias que se caracterizam como invasões rápidas do território inimigo, a tolerância religiosa permitia que judeus, cristãos e zoroastristas continuassem a professar suas religiões mediante ao pagamento de impostos chamados dhimmi, que garantiam segurança jurídica para esses grupos, além de assegurar as finanças do governo muçulmano.

### A formação da cultura islâmica
A revelação do Alcorão é um tema complicado dentro da História do Islamismo. À priori, ela não ocorreu de uma vez: é incerta (em torno de 610-632 d.C) pois acredita-se que Deus não revelou tudo de uma vez e não há uma sequência cronológica para a sua ordem de leitura. Ele surge num contexto de sociedade tribal, onde não existia escrita. Logo, ele era recitado pelos muçulmanos. Teria sido produzido por Maomé em Meca, onde o profeta se apresenta de forma mais passiva e escreve um capítulo essencialmente religioso, e em Medina, onde ele assume um posicionamento mais repressivo e violento. O momento a partir de sua revelação teria constituído o Estado Islâmico, isto é, o período em que Deus governou na Terra: um momento único na história.
Maomé buscava, em primeiro lugar, reunir as tribos árabes da Península Arábica em torno de um grandioso objetivo comum: a propagação da nova fé que lhe foi revelada. Ele espalha o poder do islamismo por toda a Península, sendo Meca o polo comum de todas as tribos.
Atualmente, o Alcorão é a fonte mais aceita sobre a vida de Maomé: ele seria uma compilação da pregação feita pelo profeta ao povo de Meca e Medina, como revelação direta da palavra de Deus (diferentemente do Cristianismo, onde Cristo era considerado a palavra de Deus). Recorrendo-lhe, torna-se possível reconstituir a biografia do profeta. Entretanto, o texto religioso não indica aspectos políticos e institucionais referentes ao Islã, como, por exemplo, qual modelo de governo deve ser adotado sob o domínio da religião.
Os gassânidas constituíam um povo de grandes construtores e patronos de igrejas e mosteiros. Habitantes de uma tribo localizada perto de Damasco, foram clientes de Bizâncio e se converteram ao cristianismo, mas nunca esqueceram suas raízes árabes. A substituição de sua cultura pela dos omíadas representa uma parte do sucesso inicial do Islã. Esses últimos eram originários de Meca, e lideraram um movimento religioso: compreendiam a necessidade de criar uma arte e arquitetura que ajudassem a identificar e definir o islamismo. O período dos omíadas foi marcado por uma forte conquista militar e de terras.
Os muçulmanos queriam ser vistos como portadores de uma nova e mais complexa revelação evidencia-se na maneira como gostavam que seus lugares de veneração, ou mesquitas, não fossem contaminadas pelo contato com lugares anteriores de culto religioso. A princípio, eles não pretendiam tomar as igrejas e transformá-las em mesquitas, mas sim, construí-las do zero.
As mesquitas eram constituídas de um grande salão que pudesse acomodar, em termos ideais, toda a comunidade muçulmana. Originalmente, elas eram um grande espaço murado, onde se reuniam os seguidores do profeta. À medida em que os muçulmanos conquistavam mais territórios, elas se tornavam cada vez mais elaboradas pois os muçulmanos passaram a empregar técnicas de construção e características arquitetônicos que encontravam nos territórios dominados. A “qibla” (direção da oração) significava que a mesquita tinha que ser alinhada a Meca.
O Domo da Rocha era um prédio comemorativo voltado para comemorar a viagem de Maomé: construído em Jerusalém, buscava infundir a cultura islâmica na região, considerada a cidade santa. Quando foi construído, Meca estava sob o domínio dos principais inimigos dos omíadas. Logo surgiu uma história de que a construção do Domo seria uma tentativa do califa de transformar Jerusalém no centro do Islã, em detrimento a Meca.
A Grande Mesquita de Damasco foi construída com auxílio do imperador bizantino, indicando, então, o status de cliente do califa Al-Walid (sucessor de Abd al-Malik). Sua decoração de mosaico mostra uma paisagem paradisíaca, marcando o triunfo do Islã para os cristãos da Síria e os Bizantinos. A questão iconoclasta no Islã traz diversas problemáticas: há de fato uma proibição das imagens do profeta? O Alcorão não explora muito a arte, ao contrário da caligrafia.
A iconoclastia não foi embutida no início: o Islã era indiferente quanto à arte figurativa. Entretanto, à medida em que o islamismo começou a desenvolver uma arte religiosa própria, a arte figurativa para fins religiosos foi sendo cada vez menos aceita pela comunidade islâmica.
Os reinados de Abd al-Malik e Al-Walid viram a cristalização de uma arte e arquitetura islâmica, consagrando, assim uma nova religião e uma nova civilização que tiveram muitos elementos originários de Bizâncio, como a arte, com os mosaicos, a arquitetura, com os arcos e as abóbodas, mas seriam transformados pela necessidade de criar uma arte e arquitetura que satisfizessem suas necessidades religiosas. Apesar das vastas conquistas do Islã, o Cristianismo ainda permanecia forte. Mas a conquista islâmica ainda era considerada admirável, pois abrangeu uma extensão maior que a do Império Romano: o Islã criou uma civilização distinta e superior, mesmo com as suas derrotas para o Império Bizantino.

#### Maomé e a origem do Islã
O Islã, ao contrário de muitas religiões, surge como uma religião história pois há um abundante material bibliográfico fornecido pelo “Sira”, a biografia muçulmana tradicional do profeta.
Estabeleceu-se que todo o comportamento muçulmano deveria se pautar não só pelo próprio Alcorão, a palavra de Deus, mas também pela prática de pregação do profeta, que era preservada sob a forma de tradições (hadiths). Os hadiths foram produzidos após a suna, isto é, as lembranças do profeta, e abrangiam todos os pensamentos e aspectos da vida de Maomé. Seriam considerados uma fonte digna de crédito, mas com o decurso do tempo e a falibilidade da memória humana, surgiram dúvidas quanto a autenticidade dos hadiths, que eram obras transmitidas oralmente.
O período após a morte de Maomé é marcado por um intenso desenvolvimento do Islã: surgem novos conceitos e novas ordens sociais, políticas, religiosas, etc.
A perseguição aos muçulmanos em Meca, por parte dos opositores a Maomé (que eram contra a sua doutrina por motivos econômicos, religiosos e políticos), fez com que ele se exilasse em Medina. Iniciou-se, então, a “Hijra”, a migração de Maomé de Meca até Medina. Aqui, constitui-se um ponto de viragem no calendário islâmico (632 d.C): em Meca, Maomé era um cidadão simples, que se submetia à ordem existente e pregava o Islã, enquanto que, em Medina, ele era o magistrado supremo que governava a comunidade islâmica e botava o islamismo em prática. Tal mudança afetou as doutrinas, as atividades e o caráter tanto do profeta quanto do Islã. Em Medina, Maomé era muito poderoso: podia se proteger e proteger os seus discípulos contra qualquer oposição violenta. Lá, as instituições políticas se consolidavam. Ao tomar consciência de que uma doutrina religiosa, seu verdadeiro objetivo, necessitava do apoio de um corpo político, passou a agir politicamente e, através de uma diplomacia hábil, transformou sua força política numa autoridade religiosa.
O surgimento da “Umma”, a comunidade islâmica, constituiu uma evolução da cidade pré-islâmica, marcando o primeiro passo na vida da autocracia islâmica: ela confirmava a organização e os costumes tribais mas, em seu seio, todas as decisões estavam submetidas ao poder de Maomé, que exercia suas funções não por forca de uma autoridade, mas por uma absoluta prerrogativa religiosa. Portanto, a “Umma” tinha um duplo caráter: era um organismo político, uma espécie de tribo nova, e tinha um significado religioso, pois constituía uma comunidade religiosa, ou seja, uma teocracia. Os objetivos políticos estavam associados aos religiosos, sendo esse dualismo inerente à sociedade islâmica. Ela permite identificar uma espiritualidade propriamente árabe a partir do que foi estabelecido em Meca e em Medina.
O Islã passou por diversas transformações: Maomé passou a pregar uma religião nova, que assumia um caráter estritamente árabe, com a adoção da Caaba em Meca como local de peregrinação, sendo isso, agora, um dever religioso. Com a tomada de Meca, a missão do Profeta encontrava-se virtualmente concluída. Ele havia trago aos povos pagãos da Arábia uma religião nova, muito superior ao paganismo devido a força de seu monoteísmo e suas doutrinas éticas. Maomé havia despertado e reacendido as forças latentes do expansionismo e do ressurgimento dos Árabes. Após a sua morte, a atividade do islamismo recrudesceu, e não entrou em colapso, demonstrando que a sua missão foi a resposta dada a uma grande insatisfação de ordem política, social e moral. A necessidade de uma religião mais elevada, no caso, o próprio islamismo, conduzira a expansão do Cristianismo e do Judaísmo.

##### O império Islâmico
Os abássidas substituíram os omíadas na chefia da “Umma”, consagrando uma revolução da história do Islã e instaurando um império islâmico, pondo fim ao reino árabe dos omiadas, que era marcado por uma ordem feudal: foi resultado de uma vasta e bem-sucedida organização revolucionária, representando e expressando o descontentamento dos elementos importantes das populações face ao regime anterior, visando derrubar a ordem existente. Sua vitória sobre os árabes inaugurou um novo Império Iraniano no lugar de um Reino Árabe arruinado (ainda que as forças revolucionárias contavam com o apoio de indivíduos árabes, sendo eles os menos favorecidos, a população que estava insatisfeita com sua situação econômica.), deixando de ser um Estado Islâmico para ser uma autocracia islâmica, onde o Islã se torna um fator de obediência e de criação de uma identidade e hierarquização social.
Os efeitos da vitória dos abássidas foram vários. Primeiro, deslocou-se o centro de gravidade do islamismo da Síria para o Iraque (ou seja, Mesopotâmia). Tal deslocamento demonstra o poder dos abássidas, ainda que Meca tivesse a importância da peregrinação. Lá, era uma região rica e de intersecção de muitas rotas comerciais. A mudança de dinastia também gerou um desenvolvimento na organização do Estado: constituía-se um califado autocrata, proclamando a origem divina de sua autoridade e se apoiando nas forças armadas. O califa era, agora, o representante de Deus, de quem recebia diretamente sua autoridade, apesar de que ainda fosse sujeito a “sharia” (lei sagrada do Islã). Em suma, o Califado Abássida foi uma autocracia sustentada na força militar que reivindicava um direito divino. Em termos econômicos, o Império Abássida era rico em metais, como o ouro, a prata, pedras preciosas etc., e em alimentos como o trigo, a cevada, o arroz etc. Com a revolução, ampliaram-se as áreas de terras cultivadas e os direitos de propriedade aos camponeses, além de inaugurar um sistema mais equitativo de tributação, baseando-se na porcentagem da colheita. Ainda assim, a situação dos camponeses manteve-se precária.
A indústria mais importante do império era a do ramo têxtil: produzia-se tanto para o consumo local quanto para a exportação (algodão, seda, tapetes, etc.). Ela era controlada em parte pelo Estado e em parte pela iniciativa privada.
Houve um grande desenvolvimento comercial devido aos vastos recursos do império e ao tráfego comercial, que era vastíssimo e amplo, acompanhado do restabelecimento da ordem e da segurança interna e externa. Além disso, houve o desenvolvimento da atividade bancária em razão do comércio.
A florescente vida comercial da época refletiu-se no pensamento e na literatura, onde surge o retrato do mercador ideal e ético. Entende-se, então, que as transformações econômicas também levaram a mudanças de cunho social, como o surgimento de um novo jogo de relações entre os componentes étnicos e sociais da população imperial: a casta guerreira árabe havia sido desposta, mas os árabes não tinham perdido totalmente a sua supremacia, pois a dinastia continuava sendo a árabe, a língua também. O que mudou é que os árabes deixaram de ser uma fechada casta hereditária e passaram a ser um povo. Por outro lado, eles foram substituídos por uma nova classe dirigente, os ricos e os letrados, que possuíam grandes fortunas e propriedades.
Os primeiros índices de decadência dessa civilização dominante deram-se na estrutura da unidade política: explodiu uma guerra civil entre árabes e persas, com a vitória dos últimos, sendo mais uma continuação das lutas sociais.

## Sob os 4 primeiros califas

Mapa histórico ilustrando a expansão dos califados árabes.

A expansão dos califados árabes ocorreu em diferentes fases, começando imediatamente após a morte do Profeta Maomé, sob a liderança dos primeiros califas: Abu Bakr (632-634), Umar (634-644), Uthman (644-656) e Ali (656-661). Esse período inicial é marcado pelas importantes vitórias militares do mundo islâmico contra os Impérios Bizantino e Sassânida, até então as duas maiores potências da época.
A Síria foi conquistada dos bizantinos em apenas dois anos de campanha, forçando o imperador a evacuar definitivamente a província em 636. Já na Pérsia (sob domínio do Império Sassânida), a conquista levou mais tempo, mas após alguns revezes iniciais, os árabes saíram bem-sucedidos. A Batalha de Cadésia e a ocupação da capital Ctesifonte em 637 abriram as férteis planícies do Iraque aos árabes. A partir das novas bases militares de Basra e Kufa, os exércitos lançaram-se através dos planaltos do Irã. Uma batalha decisiva em Nihavand, em 642, selou o destino do Império Sassânida. Os muçulmanos ocuparam outras partes do Irã e avançaram para o Leste, atingindo os confins da Índia, o Norte do Iraque, a Armênia e o Amu-Darja em 650. Após a conquista da Síria, os exércitos árabes voltaram-se para o Egito; e entre 639 e 642, todo o Baixo Egito, incluindo sua capital Alexandria, caiu sob domínio islâmico. O Egito serviu como base inicial para a expansão subsequente para o Norte da África.

## Expansão sob a Dinastia Omíada
Com a ascensão da Dinastia Omíada em 661, após a guerra civil que levou ao assassinato do califa Uthman, a expansão islâmica sofreu uma breve desaceleração. No entanto, a partir do governo de Mu‘awiya, primeiro califa Omíada, as campanhas militares foram gradualmente retomadas. A dinastia estabeleceu sua capital em Damasco e passou a dirigir o império com ênfase no mundo mediterrâneo, especialmente no Egito, Norte da África e Península Ibérica.
No Norte da África, sob a liderança do general Uqba ibn Nafi, os exércitos árabes avançaram pelo Magreb, consolidando o controle sobre as regiões que hoje compreendem Tunísia, Argélia e Marrocos. A partir dessas bases, lançaram a invasão da Península Ibérica, cruzando o estreito de Gibraltar em 711. Em poucos anos, grande parte do território visigodo na Espanha foi conquistada, marcando o início da presença islâmica na Europa Ocidental. No Leste, a expansão continuou com a conquista total da província de Khurasan, abrangendo o nordeste do Irã e partes do Afeganistão. Entre 663 e 674, os exércitos islâmicos atravessaram o rio Amu-Darja, penetrando na Ásia Central. A região da Transoxiana, correspondente ao Uzbequistão, foi incorporada ao império. Ao Norte, novas campanhas levaram à anexação da Armênia e da Geórgia, consolidando a presença muçulmana na Transcaucásia. No que tange os conflitos contra o Império Bizantino, os árabes cercaram Constantinopla em pelo menos duas ocasiões durante o período Omíada, mas sem sucesso em nenhuma das investidas.
Durante os califados de Abd al-Malik (685–705) e al-Walid I (705–715), a expansão se intensificou em todas as frentes. No extremo oriente do império, os exércitos chegaram ao Indus e anexaram a província de Sind, hoje parte do Paquistão. Em menos de um século após a morte do Profeta Maomé, o Estado árabe abrangia um território vastíssimo, que se estendia da Península Ibérica até as fronteiras da Índia. Internamente, os Omíadas consolidaram um regime marcado pela hegemonia da aristocracia árabe. Os árabes muçulmanos compunham a elite governante e estavam isentos de impostos, enquanto os não-muçulmanos, bem como os convertidos de origem não-árabe (mawālī), continuavam sujeitos a tributos. Essa política de exclusividade gerou tensões sociais e religiosas, que viriam a abalar a estabilidade do império e contribuir para sua queda nas décadas seguintes.

## Expansão e Fragmentação sob a Dinastia Abássida
Com a queda da dinastia Omíada em 750, teve início uma nova fase da história islâmica sob o domínio dos Abássidas. A vitória desse grupo, apoiado sobretudo por muçulmanos não-árabes descontentes com os privilégios da aristocracia omíada, pôs fim ao arabismo e inaugurou um império mais amplamente islâmico. Uma das primeiras medidas simbólicas do novo califado foi a transferência da capital de Damasco para o Iraque, onde fundaram Bagdá em 762. A nova capital tornou-se não apenas um importante centro político, mas também um polo cultural e intelectual do mundo islâmico.
Sob os primeiros califas abássidas, o território do império continuou a se expandir, embora em ritmo mais lento. As províncias caspianas foram incorporadas, e, por meio da dinastia vassala dos aglábida, iniciou-se a conquista da Sicília no ano de 827, abrindo caminho para a presença muçulmana no Mediterrâneo ocidental. Apesar dessas conquistas, o Califado Abássida não alcançou a mesma extensão territorial dos Omíadas, sobretudo porque a Península Ibérica mulçumana nunca fez parte de seu domínio. Um ramo dissidente da antiga dinastia omíada havia fundado um emirado independente na Península Ibérica em 756, que mais tarde se tornaria o califado de Córdoba. Além disso, nos primeiros cinquenta anos do reinado abássida, as províncias africanas a oeste do Egito escaparam ao controle direto de Bagdá, sendo tomadas por grupos kharijitas, pelos idríssidas no Marrocos e, posteriormente, pelos próprios aglábidas, que passaram a atuar com ampla autonomia.
A crescente dificuldade em manter um controle centralizado sobre um império tão vasto e diverso contribuiu para sua desintegração progressiva. Essa fragilidade foi agravada por revoltas sociais e pelo surgimento de movimentos religiosos dissidentes, muitas vezes associados a seitas heterodoxas. A Rebelião Zanje, no século IX, foi um marco simbólico desse processo de fragmentação. A partir daí, diversas dinastias locais passaram a emergir em regiões como o Irã, a Ásia Central, a Arábia e a Síria, limitando cada vez mais o poder efetivo do califado.
No século X, o próprio centro do império, o Iraque, caiu sob domínio da dinastia xiita dos Buyidas, que reduziu os califas abássidas a meros chefes religiosos, sem autonomia política real. Ao mesmo tempo, surgia no Norte da África o califado rival dos Fatímidas, que se proclamava herdeiro legítimo da liderança islâmica. Durante esse período, o mundo muçulmano chegou a contar com três califas simultâneos: o abássida em Bagdá, o omíada em Córdoba e o fatímida no Egito. A partir da segunda metade do século XI, os turcos seljúcidas — convertidos ao islã sunita — intervieram no cenário político, libertando os abássidas do controle buyida. No entanto, os seljúcidas assumiram o comando efetivo do império, e os califas permaneceram sem poder político relevante. A influência turca nas regiões orientais do mundo islâmico tornou-se predominante, enquanto no Ocidente os berberes assumiram protagonismo, sobretudo após a atuação dos almorávidas na defesa da Península Ibérica muçulmana frente ao avanço cristão.
A expansão seljúcida para a Ásia Menor acabou por provocar reações na Europa Ocidental, culminando na Primeira Cruzada. Paralelamente, no leste, os gaznévidas, já haviam iniciado a penetração muçulmana no subcontinente indiano. Nos séculos seguintes, novas dinastias turcas e turco-mongóis passariam a governar vastas regiões do mundo islâmico, conferindo à religião muçulmana um novo fôlego político e territorial. Ao final do século XI, o mundo islâmico encontrava-se profundamente fragmentado, mas ainda culturalmente dinâmico e em expansão.

## Guerras bizantino-árabes: 634-750

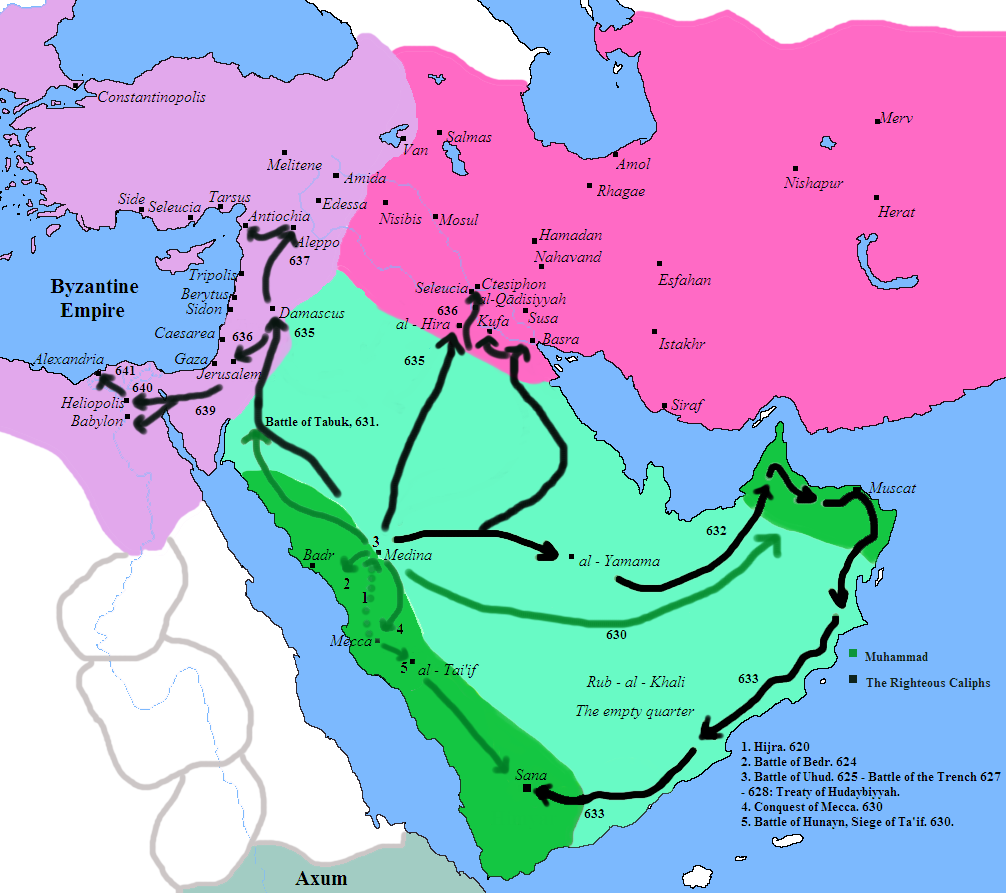
Conquistas de Maomé e do Califado Ortodoxo.

As guerras bizantino-árabes foram travadas entre o Império Bizantino, inicialmente contra o Califado Ortodoxo e depois contra os omíadas, pela conquista de Bilad al-Sham (Levante), Misr (Egito), Ifríquia (Norte da África mediterrânica) e Armênia bizantina e Reino da Armênia).
Sob o Califado Ortodoxo
- Síria, 637
- Armênia, 639
- Egito, 639
- Norte da África (início), 652

Sob o Califado Omíada
- Norte da África (conclusão), 665
- Península Ibérica, 711
- Cerco de Constantinopla 717-718
- Tbilisi, 736

Conquistas posteriores
- Sicília, 827